# Domenico Alberti
 Der er for få eller ingen kildehenvisninger i denne artikel, hvilket er et problem. Du kan hjælpe ved at angive troværdige kilder til de påstande, som fremføres i artiklen.

Domenico Alberti (ca. 1710 – 1740) var en italiensk komponist og pianist. Han komponerede operaer, kirkelige værker – bl.a. motetter – og 36 klaversonater. Som akkompagnement på klaveret i venstre hånd benyttede Alberti en bestemt form for akkordbrydning, den senere såkaldte Alberti-bas, der giver mulighed for en differentieret dynamisk udformning af akkompagnementet.

## Liv og gerning
Alberti blev født i Venedig og studerede musik med Antonio Lotti. Han skrev operaer, sange og sonater til keyboardinstrumenter, som han bedst kender i dag. Disse sonater bruger ofte en særlig slags akkompagnement i venstre hånd, der nu er kendt som Alberti-bassen. Den består af regelmæssige brudte akkorder, med den laveste tone lydende først, derefter den højeste, derefter den midterste og derefter den højeste igen. Dette mønster gentages. I dag betragtes Alberti som en mindre komponist, og hans værker spilles eller optages kun uregelmæssigt. Alberti-basen blev brugt af mange senere komponister, og det blev et vigtigt element i meget keyboardmusik fra den klassiske musikalder.
Et eksempel på Alberti bas (Mozarts klaver sonata, K 545):
I sin egen levetid var Alberti kendt som en sanger. Han plejede ofte at ledsage sig på cembalo. I 1736 tjente han som en side for Pietro Andrea Cappello, den venetianske ambassadør til Spanien. Under den spanske ret hørte den berømte kastrat-sanger Farinelli ham synge. Farinelli siges at have været imponeret, selvom Alberti var en amatør.
Det antages, at han skrev omkring 36 sonater, hvoraf 14 har overlevet. De har alle to bevægelser, hver i binær form.
Det er sandsynligt, at Mozarts første violinsonater, skrevet i en alder af syv, var modelleret på Alberts arbejde.
Alberti døde i 1740 i Rom.